# Komisja François-Xaviera Ortolego
Komisja François-Xaviera Ortolego – Komisja Europejska, która swoją działalność rozpoczęła 6 stycznia 1973, a zakończyła 5 stycznia 1977. Przewodniczącym Komisji był François-Xavier Ortoli, a wiceprzewodniczącymi Patrick Hillery, Wilhelm Haferkamp, Henri François Simonet, Christopher Soames i Carlo Scarascia-Mugnozza.
Komisja składała się z Przewodniczącego i 13 komisarzy. Trzech przedstawicieli miała Francja, po dwóch Niemcy, Wielka Brytania i Włochy, a po jednym Irlandia, Dania, Belgia, Luksemburg i Holandia.

## Skład Komisji
| Komisja                                                                | Komisarz                 |
| ---------------------------------------------------------------------- | ------------------------ |
| Przewodniczący                                                         | François-Xavier Ortoli   |
| Komisarz ds. Kooperacji Rozwoju i Pomocy Humanitarnej                  | Jean-François Deniau     |
| Komisarz ds. Rozwoju i Pomocy Humanitarnej                             | Claude Cheysson          |
| Komisarz ds. Zatrudnienia, Spraw Społecznych i Wyrównywania Szans      | Patrick Hillery          |
| Komisarz ds. Ekonomicznych i Monetarnych                               | Wilhelm Haferkamp        |
| Komisarz ds. Nauki i Badań, Komisarz ds. Edukacji                      | Ralf Dahrendorf          |
| Komisarz ds. Konkurencji                                               | Albert Borschette        |
| Komisarz ds. Podatków i Unii Celnej, Komisarz ds. Energii              | Henri François Simonet   |
| Komisarz ds. Rolnictwa i Rozwoju Wsi                                   | Pierre Lardinois         |
| Komisarz ds. Rynku Wewnętrznego i Usług                                | Finn Olav Gundelach      |
| Komisarz ds. Stosunków Zewnętrznych i Europejskiej Polityki Sąsiedztwa | Christopher Soames       |
| Komisarz ds. Polityki Regionalnej                                      | George Thomson           |
| Komisarz ds. Środowiska i Technologii                                  | Altiero Spinelli         |
| Komisarz ds. Transportu                                                | Carlo Scarascia-Mugnozza |